# 均等殼灰介
均等殼灰介（学名：Coquimba equa）为半花介科殼灰介屬下的一个种。